# Sedum laconicum
Sedum laconicum är en fetbladsväxtart. Sedum laconicum ingår i Fetknoppssläktet som ingår i familjen fetbladsväxter.

## Underarter
Arten delas in i följande underarter:
- S. l. laconicum
- S. l. pallidum